# Xylofágou
Xylofágou (grec moderne : Ξυλοφάγου) est un village de Chypre de plus de 6 231 habitants.